# Boston Society of Film Critics Award für den besten fremdsprachigen Film
Die Gewinner des Boston Society of Film Critics Award für den besten fremdsprachigen Film.

## Gewinner

### 1990er Jahre
| Jahr | Titel                           | Land/Länder                  | Regisseur            |
| ---- | ------------------------------- | ---------------------------- | -------------------- |
| 1990 | Die Verlobung des Monsieur Hire | Frankreich                   | Patrice Leconte      |
| 1991 | Hitlerjunge Salomon             | Deutschland/Frankreich/Polen | Agnieszka Holland    |
| 1992 | Rote Laterne                    | China/Hongkong               | Yimou Zhang          |
| 1993 | Lebewohl, meine Konkubine       | China/Hongkong               | Chen Kaige           |
| 1994 | Drei Farben: Rot                | Frankreich/Polen             | Krzysztof Kieslowski |
| 1995 | Mina Tannenbaum                 | Frankreich                   | Martine Dugowson     |
| 1996 | Meine liebste Jahreszeit        | Frankreich                   | André Téchiné        |
| 1997 | Underground                     | Frankreich/Deutschland       | Emir Kusturica       |
| 1998 | Der Geschmack der Kirsche       | Frankreich/Iran              | Abbas Kiarostami     |
| 1999 | Alles über meine Mutter         | Spanien                      | Pedro Almodóvar      |

### 2000er
| Jahr | Titel                                         | Land/Länder               | Regisseur                   |
| ---- | --------------------------------------------- | ------------------------- | --------------------------- |
| 2000 | Tiger & Dragon                                | Taiwan                    | Ang Lee                     |
| 2001 | Amores perros                                 | Mexiko                    | Alejandro González Iñárritu |
| 2002 | Y tu mamá también – Lust for Life             | Mexiko                    | Alfonso Cuarón              |
| 2003 | Das große Rennen von Belleville               | Belgien/Kanada/Frankreich | Sylvain Chomet              |
| 2004 | House of Flying Daggers                       | China/Hongkong            | Zhang Yimou                 |
| 2005 | Kung Fu Hustle                                | China/Hongkong            | Stephen Chow                |
| 2006 | Pan's Labyrinth                               | Mexiko/Spanien/USA        | Guillermo del Toro          |
| 2007 | Schmetterling und Taucherglocke               | Frankreich/USA            | Julian Schnabel             |
| 2008 | So finster die Nacht                          | Schweden                  | Tomas Alfredson             |
| 2009 | engl.: Summer Hours (Original: L'Heure d'été) | Frankreich                | Olivier Assayas             |

### 2010er
| Jahr | Titel                          | Land/Länder                       | Regisseur                    |
| ---- | ------------------------------ | --------------------------------- | ---------------------------- |
| 2010 | Mother                         | Südkorea                          | Bong Joon-ho                 |
| 2011 | Die Frau die singt – Incendies | Kanada                            | Denis Villeneuve             |
| 2012 | Liebe                          | Frankreich/Deutschland/Österreich | Michael Haneke               |
| 2013 | Das Mädchen Wadjda             | Saudi-Arabien                     | Haifaa Al Mansour            |
| 2014 | Zwei Tage, eine Nacht          | Belgien                           | Jean-Pierre und Luc Dardenne |
| 2015 | The Look of Silence            | ?                                 | Joshua Oppenheimer           |